# الحسین، یمن
ال-حسین، یمن یک منطقهٔ مسکونی در یمن است که در استان صنعا واقع شده‌است.